# Борго Мантовано
Бо̀рго Мантова̀но (на италиански: Borgo Mantovano, на местен диелект: Borch Mantuan, Борк Мантуан) е община в Северна Италия, провинция Мантуа, регион Ломбардия. Административен център на общината е село Ревере (Revere), което е разположено на 16 m надморска височина. Населението на общината е 5529 души (към 2018 г.).
Общината е създадена в 1 януари 2018 г. Тя се състои от предшествуващите общини Вила Пома, Пиеве ди Кориано и Ревере.